# Јован I Дука од Тесалије
Јован I Дука од Тесалије (грчки: Ἰωάννης Δούκας, Iōannēs Doúkas; умро пре марта 1289. године), био је владар Тесалије од око 1268. године до своје смрти. Носио је византијску титулу севастократора.
Био је ванбрачни син деспота Михаила II Комнина Дуке, епирског деспота од 1230–1268. године. После очеве смрти, постао је владар Тесалије од 1268. до сопствене смрти 1289. године. Такође је познат као Јован Анђел, по пореклу свог оца.
Ожењен тесалском Влахињом, Јован се први пут појављује водећи влашке трупе заједно са својим оцем уочи битке код Пелагоније 1259. године. Његово дезертирање у логор цара Михаила VIII Палеолога био је пресудан у бици, која се завршила сламањем. поразом епирских и латинских савезника и отворио пут за ослобађање Цариграда и поновно успостављање Византијског царства под Палеологом 1261. године. Јован се брзо вратио на страну свог оца и брата деспота Нићифора I и помогао им да поврате Епир. и Тесалију. Након смрти деспота Михаила II, Јован Дука је постао владар Тесалије са седиштем у Неопатру, одакле су га западни хроничари често погрешно називали „војводом од Неопатраса“.
Иако је са царем Михаилом VIII Палеологом био повезан брачним савезом и цар му доделио високу титулу севастократора, Јован је остао водећи противник цара Михаила VIII међу Грцима. Оштар противник Уније цркава коју је цар Михаило VIII Палеолог промовисао из политичких разлога, пружио је уточиште неколицини царевих политичких противника, па чак и сазвао саборе који су анатемисали цара Михаила VIII Палеолога и присталице Уније. Одупро се неколико покушаја византијских војски да освоје Тесалију и удружио се са Палеологовим латинским непријатељима, укључујући Атинско војводство и краља Карла I Анжујског. Умро је 1289. године, препустивши владавину Тесалијом својим синовима, Константину и Теодору.

## Порекло, детињство и младост
Јован је био нелегитимни (вероватно и најстарији) син Михаила II Комнина Дуке, епирског деспота, и његове љубавнице из породице Гангрена, чије име није познато. Породично име Јована било је Дука Комнин Анђео, али је у изворима најчешће помињан као "Дука". Презиме је правило забуну међу његовим савременицима на западу који су га мешали са титулом, називајући Јована "војводом (дуксом) Неопатраса". Праву титулу коју је носио, титулу севастократора, дао му је византијски цар Михаило VIII Палеолог око 1272. године.
О Јовановом животу пре 1259. године ништа се не зна. Тада се помиње његово учествовање у догађајима који су довели до битке код Пелагоније, у којој између осталих учествује и српски краљ Урош. Јован је предводио контингент Влаха. До тада је био већ ожењен ћерком влашког вође Таронаса. Јованова супруга позната је само по монашком имену "Хипомона" кога је узела након мужевљеве смрти. Није познато да ли су влашке трупе којима је командовао биле део регуларне епирске војске, или најамничка војска. Јован је у бици код Пелагоније одиграо кључну улогу. Његово напуштање коалиције коју су чинили још и Вилијам II Вилерден, кнез Ахаје, и краљ Манфред Сицилијански, довели су до пораза од стране снага Никејског царства под Јованом Палеологом, братом Михаила VIII. Разлог напуштања бојишта је нејасан, јер различити извори о истом догађају сведоче на супротан начин. Георгије Пахимер и Марино Санудо Торчело наводе да се Јован разбеснео због неких ахајских витезова који су отворено пожелели његову жену. Вилијам Вилерден није казнио своје људе, већ је увредио Јована Дуку због његовог незаконитог порекла. Епирци су такође напустили бојно поље, а латинске трупе поражене су од Византинаца.
После битке, Јован се придружио Византинцима у окупацији епирских поседа, али се од њих брзо одвојио. Са својим следбеницима отишао је у Воницу, одакле је контактирао свога оца који се склонио на Јонска острва. Михаило је прихватио извињења свог сина и придружио му се на копну. Византијско освајање Епира још увек није било довршено, а отац и син успели су заједно да поврате Арту, епирску престоницу. Затим су ослободили опсаде велики град Јањину. За кратко време Византинци су истерани из Епира. Јованов полубрат Нићифор послат је на пролеће следеће, 1260. године, у Тесалију, да и тамо поврати власт. Он је поразио војсковођу Алексија Стратигопула, али није заузео Деметрију, Велестину, Халмирос и Фарсалу. Јован се не помиње у догађајима везаним за борбе у Тесалији.

## Владавина Тесалијом
Михаило је умро око 1268. године, а његова држава подељена је на два дела: Нићифор је заузео централне територије Епира, док је Јован преузео епирске поседе у Тесалији и Централној Грчкој. Према Григори, Јованова држава обухватала је области од планине Олимп на северу до Парнаса на југу, док се са братовљевом државом граничила реком Ахелој. Престоница Јована Дуке била је у Неопатрасу. Михаило VIII, из страха од Карла Анжујског, покушао је да се приближи Јовану и Нићифору, договарајући брак између своје нећаке Ане и Нићифора и брак између Јованове ћерке и свог нећака Андроника Тарханиота. Том приликом је Јован добио титулу севастократора.
Јован је бранио своју независност и био је спреман да се удружи са Латинима који су, под вођством Карла Анжујског, претили обновљеној византијској држави. Доналд Никол пише да је Карло "био човек са великим амбицијама и ресурсима". Јован је био повезан са царевим противницима у Цариграду. Његово упориште, Неопатрас, било је у великој близини Византије, као и територија које су још увек биле под влашћу Латина, посебно Атинским војводством и Тебе, са којима је био у савезу. Андроник Тарханиот је приликом свог сукоба са Михаилом VIII побегао на Јованов двор. Јован ступа у контакте са Карлом Анжујским. Априла 1273. године сачињен је документ о дозволи извоза свиле у Апулију и увоза коња у Тесалију. Михаило VIII је преко Лионске уније покушавао да избегне напад Карла Анжујског. Тиме је створио велику опозицију у сопственом народу, као и међу православним суседима. Српски архиепископ Данило у "Животима краљева и архиепископа српских" пише да је Михаило издао праву веру приближавајући се Риму. Михаило је молио папу Гргура X да екскомуницира Јована Дуку, али папа то није учинио јер није у потпуности веровао Михаилу. Исте захтеве Михаило је упутио и следећим папама, Иноћентију IV и Николи III, али такође без успеха. Михаило је 1275. године послао на Јована војску под вођством свог брата Јована Палеолога и рођака Алексија Кабалариоса. Византинци су Јована изненадили код Неопатраса и опсели његову тврђаву, пре него што је тесалски владар стигао да реагује. Јован се прерушен спасао бекством код атинског војводе Јована I Де ла Роша. Атински војвода дао му је 300 коњаника са којима се Јован вратио у Неопатрас и разбио византијску војску. Круна савеза атинског војводе и тесалског владара је брак између Јованове ћерке и Вилијама I де ла Роша, сина атинског војводе. Тесалски владар предао је атинском градове Ламију, Гардики, Гравију и Сидерокастрон као мираз.
Папски изасланици дошли су априла 1277. године на цариградски двор са намером да Михаила, његовог сина Андроника и патријарха Јована XI приволе на заклетву верности римском црквеном поглавару. Јован је одбио Михаилове позиве да приђе унији. Сазвао је 1. маја 1277. године свој сабор у Неопатрасу који је осудио цареву унију и анатемизовао Михаила, патријарха и папу. Нићифор и Јован екскомуницирани су 16. јула у Аја Софији. Михаило је послао нову војску на Тесалију. Предводили су је пинкерн Манојло Раул и протостратор Андроник Палеолог. Они су, уместо да нападну тесалског владара, са њим склопили савез јер су се и сами противили унији. Михаило их је разрешио дужности и именовао нове команданте, мегатратопедарха Јована Синадина и мегаконостаула Михаила Кабаларија. Они су претрпели пораз код Фарсале.
Михаило VIII је умро 11. децембра 1282. године, док је припремао нови напад на Тесалију. Његова смрт поклапа се са Сицилијанском вечерњом која је за неко време отклонила опасност са запада. Андроник II Палеолог, Михаилов наследник, могао је одбацити омражену унију. Везе између цркава Тесалије и Византије су обновљене. Јован се морао суочити са проблемима у сопственој држави. Нићифор, његов брат, био је слаб владар, под свемоћним утицајем своје супруге Ане. Ана је посетила свог рођака Андроника у Цариграду и тамо испланирала заверу против Јована. Године 1283. или 1284. Нићифор и Ана позвали су Јовановог сина Михаила у Епир, ради склапања династичког брака услед кога би Нићифорова држава била остављена Михаилу у наслеђе. Михаило је загризао мамац и отишао у Епир, где је ухваћен и послат у Цариград. Умро је у затвору. Андроник је покренуо инвазију на Тесалију, али је избила епидемија која је десетковала његову војску. Јован следеће године напада Арту светећи се своме брату.
Јован је умро непосредно пре марта 1289. године. Сахрањен је у манастиру Порта Панагија, кога је основао 1283. године. Његов гроб налази се на јужној страни католикона, а фреска изнад његове гробнице приказује га као монаха. Његова удовица је морала признати суверенитет Андроника II Палеолога како би одржала своје синове, Константина и Теодора, на власти.

## Породица
Са својом супругом, познатом само по монашком имену "Хипомона", Јован је имао више деце:
- Михаило Комнин, умро као заробљеник у Цариграду 1307. године.
- Константин Дука (умро 1303), наследио оца као владар Тесалије. Оженио се Аном Евагоницом и имао је најмање једног сина, Јована II.
- Теодор Анђео (умро око 1300), савладар Константинов.
- Јелена Анђелина Комнина, удата најпре за Вилијама I де ла Роша, атинског војводу, а потом за Ига Бријена, грофа Лече.
- Ћерка непознатог имена удата за Андроника Тарханиота, нећака Михаила VIII Палеолога.
- Ћерка непознатог имена удата за српског краља Милутина.
- Ћерка непознатог имена верена за будућег бугарског цара Теодора Светослава.